# Paradão da Xuxa
Paradão da Xuxa foi um programa de televisão brasileiro apresentado por Xuxa Meneghel, dirigido por Marlene Mattos e produzido e exibido pela TV Globo entre 25 de abril e 26 de dezembro de 1992. O programa é um derivado do Xou da Xuxa, pois surgiu como um quadro deste, no entanto devido ao sucesso tornou-se independente.
Ocupando as manhãs de sábado, a atração dava espaço para os destaques da música popular, sertaneja, novos cantores e os melhores do mês.

## O programa
O Paradão da Xuxa surgiu como programa independente devido ao sucesso do quadro de mesmo nome apresentado no Xou da Xuxa  durante o ano de 1991. Nesse ano, Paradão da Xuxa substituiu o Xou da Xuxa  aos sábados.
Paradão da Xuxa tinha três horas de duração, e diferentes cantores e grupos musicais se apresentavam no programa. A seleção musical ia do samba ao rock, passando pela música sertaneja. No último sábado de cada mês, era exibido o Super Paradão, com destacando as músicas de maior sucesso do período.
Ao contrário do Xou da Xuxa, poucas crianças ficavam no palco do Paradão. Para auxiliar a apresentadora durante o programa, Xuxa contava com as Irmãs Metralha, interpretadas pelas gêmeas Mariana e Roberta Richard.
Entre alguns dos músicos que passaram pelo palco do Paradão da Xuxa estavam Zé Ramalho, Emílio Santiago, Alcione, Baby Consuelo, Wanderléa, Chitãozinho e Xororó.

### Paradão da Xuxa Especial
Em 1991, ainda como um quadro do Xou da Xuxa, o Paradão ganhou um especial de fim de ano, que realmente seria o seu episódio piloto. As quinze canções selecionadas para o especial foram escolhidas por meio de votação de crianças e adultos que participaram do Xou da Xuxa entre os meses de outubro e novembro de 1991. Entre as canções vencedoras estavam Aguenta Coração, com José Augusto, Evidências, com Chitãozinho & Xororó, Todas as Manhãs, com Roberto Carlos, e Lua de Cristal, sucesso na voz de Xuxa.
Xuxa fazia um breve resumo da carreira do artista antes de cada apresentação. O Troféu Paradão 91 - uma pequena estatueta da Rainha, em bronze - foi entregue aos músicos por crianças vestidas com trajes de gala. A única exceção foi o Rei Roberto Carlos: ele recebeu o troféu das mãos da Rainha dos Baixinhos, que declarou ser a sua maior fã. Em seguida o Rei, entregou a Xuxa outro troféu, e os dois cantaram juntos a canção We Are the Champions, do grupo inglês Queen.

## Produção
O Paradão da Xuxa surgiu como um quadro do Xou da Xuxa em 1991, devido ao grande sucesso, a emissora o transformou em um especial de fim de ano, sendo este o piloto para entrar em sua grade de programação no ano seguinte. O programa estreou em 25 de abril de 1992, substituindo o Xou da Xuxa nas manhãs de sábado. 
Ao contrário do Xou da Xuxa, poucas crianças ficavam no palco do Paradão. Para auxiliar a apresentadora durante o programa, Xuxa contava com as Irmãs Metralha, interpretadas pelas gêmeas Mariana e Roberta Richard.
O palco do Paradão da Xuxa contava com um palco giratório com um enorme "X" ao fundo.

## Curiosidades
O Paradão foi o segundo quadro do Xou da Xuxa a ganhar vida própria, o primeiro foi o Bobeou Dançou, em 1989.